# کشاورزی معیشتی

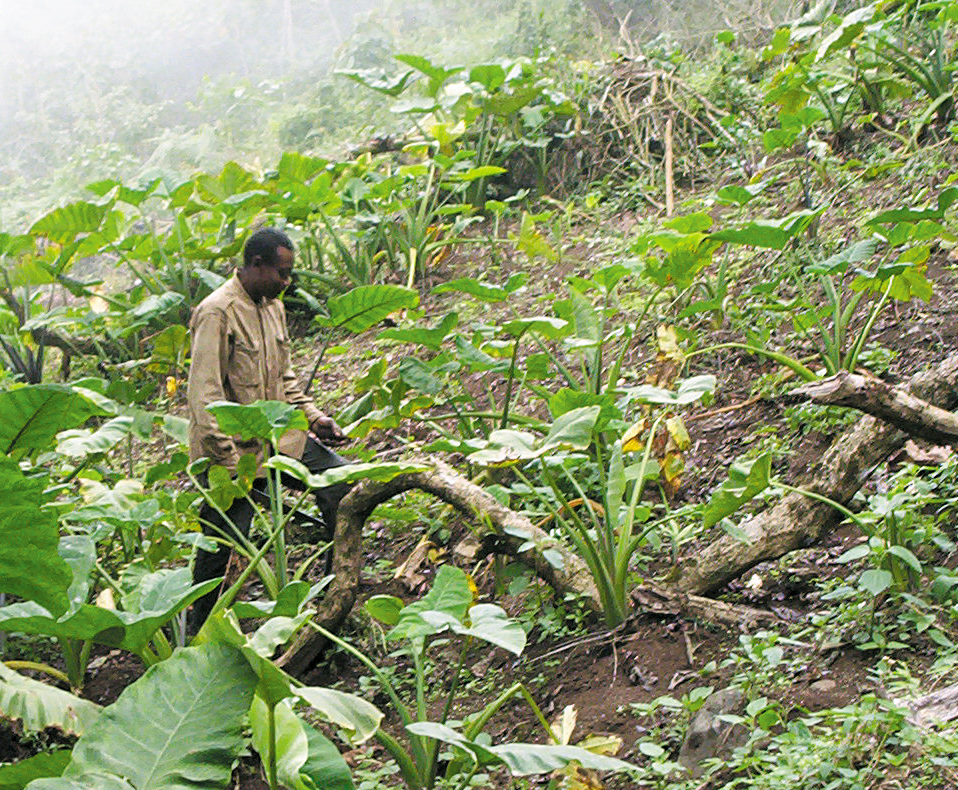
این دهقان کامرونی در کوه‌پایه‌های کامرون نیز مانند بسیاری دیگر از ساکنان جنوب و غرب صحرای آفریقا یک کشاورز معیشتی است.

کشاورزی معیشتی ((به انگلیسی: Subsistence agriculture)) یک کشاورزی پایدار است که در آن کشاورز (یا مصرف‌کننده) برای تأمین نیازهای خود و خانوادهٔ خود، محصولات غذایی را پرورش می‌دهد. در کشاورزی معیشتی، تولید با هدف بقا صورت می‌گیرد و بیشتر مربوط به نیازهای محلی با/ یا داد و ستد ناچیز مازاد است. مزرعهٔ معیشتی معمولی می‌تواند طیف گسترده‌ای از محصولات کشاورزی و حیوانی مورد نیاز خانواده برای تغذیه و پوشاک در طول سال را شامل شود. تصمیمات مربوط به کاشت عمدتاً با توجه به آنچه خانواده در طول سال آینده به آن نیاز خواهد داشت، و سپس با توجه به قیمت‌های بازار انجام می‌شود. تونی واترز می‌نویسد: «دهقانان معیشتی افرادی هستند که آنچه می‌خورند را پرورش می‌دهند، خانه‌های خود را می‌سازند و بدون اینکه مرتباً از بازار خرید کنند زندگی می‌کنند.»
با وجود اولویت خودکفایی در کشاورزی معیشتی، امروزه بیشتر کشاورزان معیشتی به گونه‌ای و تا حدی نیز در داد و ستد شرکت می‌کنند؛ هرچند که این معمولاً برای کالاهایی است که چندان برای بقا ضروری نیستند و ممکن است شامل قند و شکر، ورق‌های بام آهنی، دوچرخه، لباس‌های دست دوم، و کالاهایی از این قبیل باشد. امروزه بیشتر کشاورزان معیشتی در کشورهای در حال توسعه ساکن هستند. با آنکه میزان تجارت این تولیدکنندگان؛ آنگونه که به صورت پول نقد در کشورهایی که دارای بازارهای مدرن و پیچیده هستند، اندازه‌گیری می‌شود، مقدار آن کمتر از دیگر مصرف‌کنندگان است، بسیاری از آنها دارای تماس‌ها و دادوستدی مهم کالاهای تجاری هستند که این به دلیل مهارت‌های ویژه و/ یا دسترسی ویژه به منابع با ارزشی هستند که می‌تواند در بازار برای آنها برتری و مزیت ایجاد کند.

## تاریخچه
کشاورزی معیشتی در مناطقی از آسیا به‌ویژه در هند کشاورزی غالب بود. بعدها در مناطق مختلفی از جمله مکزیک؛ جایی که بیشتر نیازها بر پایهٔ محصول ذرت بود، و در آند؛ جایی که بر اساس اهلی کردن سیب زمینی بنا شده بود، شکل گرفت. تا همین اواخر کشاورزی معیشتی شیوهٔ اصلی تولید بود تا اینکه سرمایه‌داری مبتنی بر بازار در جهان رواج یافت. البته ممکن است در کنار کشاورزی معیشتی، باغبانی علمی نیز به‌طور مستقل در جاهای دیگری مانند جنوب شرقی آسیا و پاپوآ گینه نو توسعه یافته باشد.